# Eden (namn)

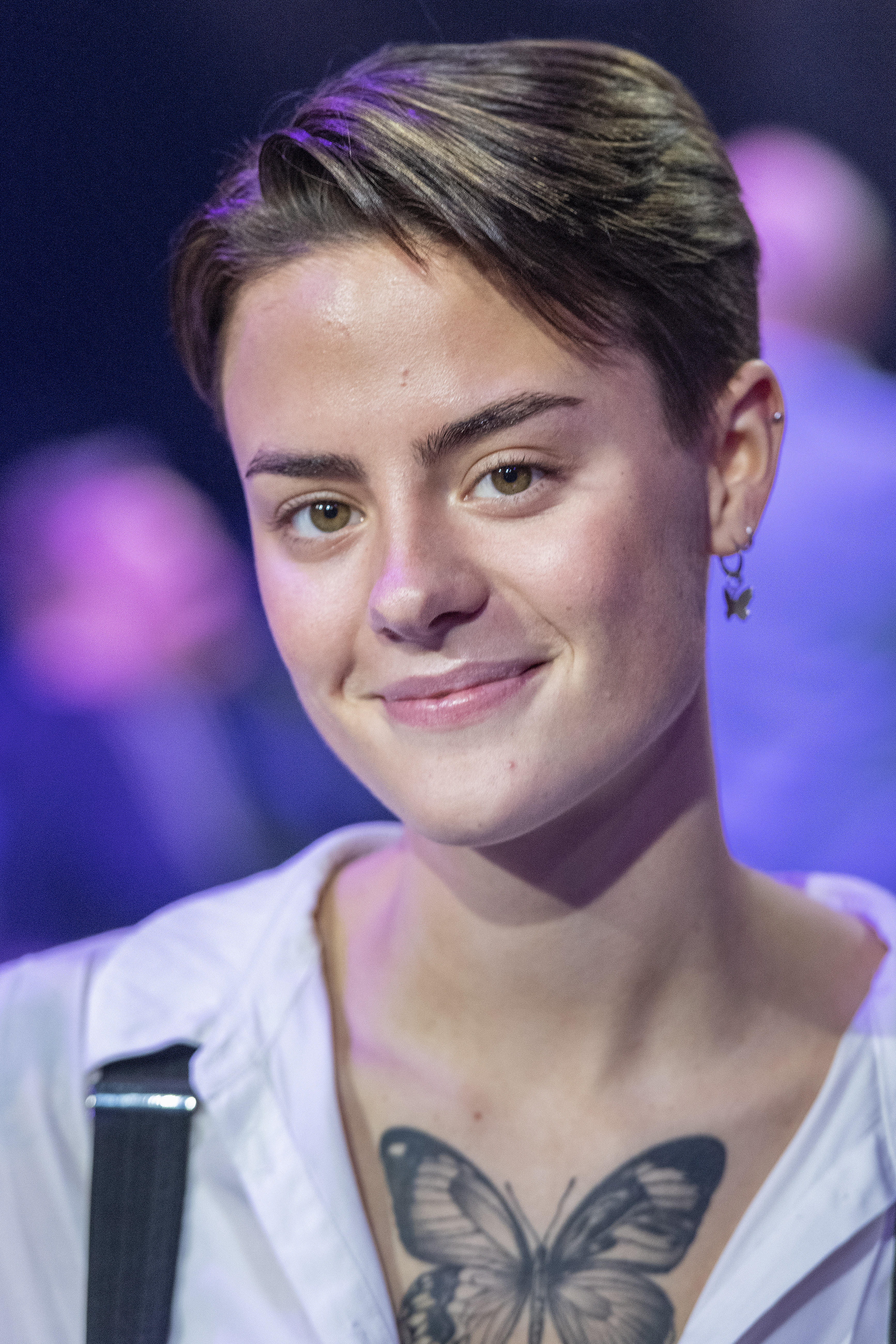
Eden Alm, 2023.

Eden är ett namn som kan bäras av både kvinnor och män. Namnet har hebreiskt ursprung och går tillbaka på Edens lustgård, som enligt Första Mosebok var den plats som Gud gav åt de första människorna. Ordet betyder ljuvlighet eller behag. Som modern variant kan det möjligen även vara en engelsk kortform av Edvard  som betyder rikedomsväktare - eller av Edvin som är sammansatt av ord som betyder rikedom och vän.
Den 31 december 2022 fanns det totalt 809 kvinnor och 130 män folkbokförda i Sverige med namnet Eden, varav 648 kvinnor och 83 män bar det som tilltalsnamn.
Namnsdag: saknas

## Kvinnor med namnet Eden
- Eden Alm, svensk artist
- Eden Golan, israelisk sångerska
- Eden Riegel, amerikansk skådespelare
- Eden Sher, amerikansk skådespelare

## Män med namnet Eden
- Eden Hazard, belgisk fotbollsspelare, Real Madrid
- Eden Kane, brittisk sångare
- Jonathon Ng, irländsk musiker känd under artistnamnet EDEN